# Domeykit
Domeykit – minerał z gromady arsenków. Należy do minerałów rzadkich.
Odkryty w 1844 przez geologa i mineraloga Ignacego Domeykę w kopalniach kopalnie Algodonez i San Antonio niedaleko Coquimbo w Chile.

## Charakterystyka

### Właściwości
Tworzy skupienia zbite, ziemiste, groniaste, naciekowe, naskorupienia i powłoki. Jest kruchy, nieprzezroczysty, czasami wytwarza opalizujące naloty. Niekiedy zawiera domieszki niklu, kobaltu.
Obecnie wyróżniane są dwie odmiany domeykitu: domeykit α (Haid) i domeykit β. Pierwszą nazwą  geolog wiedeński Wilhelm von Haidinger określił odkryty przez Domeykę w 1844 r. arsenek miedzi o barwie srebrzystobiałej lub żółtobrązowej (oprócz Chile występuje w Meksyku, Saksonii, Stanach Zjednoczonych i Kanadzie). Natomiast domeykit β to minerał odkryty dopiero w 1949 r. w rejonie Mesanki na terenie Iranu o barwie białej, szarej lub brązowej.

### Występowanie
Stanowi składnik niektórych utworów hydrotermalnych, spotykany jest w żyłach kruszcowych razem z żelazem, malachitem, kuprytem.
Miejsca występowania: Chile – Coquimbo, Meksyk, Kanada, USA, Iran, Rosja, Francja, Czechy – Běloves.

### Zastosowanie
- interesuje naukowców i kolekcjonerów,
- stosowany w jubilerstwie do wyrobu artystycznej biżuterii (kamienie wykazujące atrakcyjną opalizację).